# Eusarcus curvispinosus
Eusarcus curvispinosus is een hooiwagen uit de familie Gonyleptidae.